# أصحاب الكهف
أصحاب الكهف (في المصادر الإسلامية)، النيام السبعة أو القديسون أهل مغارة أفسس أو أهل الكهف (في المصادر المسيحية)، هي رواية من العصور الوسطى يقال إنها حدثت في زمن الإمبراطور الروماني دقيانوس، تتحدث عن فتية تعرَّضوا للاضطهاد بسبب إيمانهم بالله وتَركِهم لعبادة الأوثان، فهربوا واختبأوا في كهف وناموا لمدة طويلة تقدر بعشرات السنين، وعندما استيقظوا بأمر الله أرسلوا أحدهم إلى القرية ليحضر لهم الطعام، فلاحظ أنَّ معالم القرية قد تغيَّرت واختلف الناس، كما أنَّ النقود التي يملكها لم يعد أحد يستخدمها من مئات السنين، فسأله أهل القرية عن حكايته فحكى لهم ما كان. يعود أقدم نص مكتوب لهذه الرواية إلى الأدب السرياني المسيحي الذي اشتُهر بين القرنين الخامس والسادس الميلادي. تُعيِّد الكنيسة السريانية لأصحاب الكهف في 24 من شهر أكتوبر من كل عام، وفي الكنيسة القبطية في يوم 20 من شهر مسرى (الشهر الثاني عشر في التقويم القبطي).
لا تختلف الرواية في المصادر الإسلامية كثيرًا عن نظيرتها المسيحية، باستثناء أن الرواية الإسلامية لم تذكر عدد النائمين داخل الكهف ولا أسمائهم ولا زمان وقوع الحادثة أو مكانها، ذلك لأن النص القرآني يُركِّز على جوهر القصة والحكمة منها عوضًا عن الخوض في تفاصيل يعتبرها تشتت ذهن القارئ عن المغزى، غير أن بعض العلماء المسلمين استطاعوا من خلال الوصف المذكور في القرآن الكريم لحركة الشمس ودخول أشعتها إلى الكهف أن يستنبطوا إشارات كثيرة تتعلّق بمكان الكهف وذلك استنادا إلى الآية  وَتَرَى الشَّمْسَ إِذَا طَلَعَتْ تَزَاوَرُ عَنْ كَهْفِهِمْ ذَاتَ الْيَمِينِ وَإِذَا غَرَبَتْ تَقْرِضُهُمْ ذَاتَ الشِّمَالِ وَهُمْ فِي فَجْوَةٍ مِنْهُ ذَلِكَ مِنْ آيَاتِ اللَّهِ مَنْ يَهْدِ اللَّهُ فَهُوَ الْمُهْتَدِ وَمَنْ يُضْلِلْ فَلَنْ تَجِدَ لَهُ وَلِيًّا مُرْشِدًا  .
تجمع المصادر السريانية كافة بأن موقع الكهف هو على مرتفع يدعى جبل (انكيلوس) في ضواحي مدينة أفسس الواقعة في تركيا اليوم، وهو ما أيده بعض المؤرخين والمفسرين المسلمين الذين تأثروا بالروايات المسيحية منهم الطبري وابن كثير والزمخشري والمسعودي وغيرهم، إلا أن البعض الأخر نفى أن يكون موقع الكهف في مدينة (أفسس) مستندين على عدد من الروايات التاريخية التي تثبت أن العديد من الصحابة وقادة الجيوش الإسلامية قد ذكروا أن موقع الكهف يقع في جبل الرقيم بالأردن حيث زاروا هذا الموقع وعرفوه، ومنهم الواقدي والصحابي عبادة بن الصامت الذي مر على الكهف في زمن عمر بن الخطاب وأيضا معاوية بن أبي سفيان، وكذلك حبيب بن مسلمة وابن عباس قد دخلوا هذا الكهف ورأوا عظام أصحاب الكهف.
اكتسبت القصة زخمًا كبيرًا بعد إعلان الأردن رسميًا في عام 1963 امتلاكه للعديد من الأدلة والبراهين التي تثبت أنَّ كهف أهل الكهف هو ذلك الواقع في قرية «الرجيب» قرب العاصمة الأردنية عمان، وهو ما أيَّده مجمع الفقه الإسلامي ومنظمة الأمم المتحدة للتربية والعلوم والثقافة «يونسكو»، بالرغم من ادعاء عشرات الدول الأخرى بوجود الكهف على أراضيها.

## أصل الرواية والاختلاف بين المصادر
يشير موقع دائرة الدراسات السريانية أنَّ هذه القصة كُتبت بالأصل بلغة سريانية أصيلة نثراً ونظماً. أمَّا النثر فقد كتبه زكريا الفصيح (توفي سنة 536 ميلادية) ويوحنا الأفسسي (توفي سنة 587 ميلادية) وكلاهما من المُؤرِّخين الثقات، وهما قريبا العهد من زمن الحادثة. أما النص الشعري السرياني للقصة فقد كتبه الشاعر السرياني مار يعقوب السروجي (توفي سنة 521 ميلادية) الذي نظم قصيدة على الوزن الإثني عشري تقع في أربعة وسبعين بيتاً، وبالرغم بأنه سمح لفكره أن يسبح في الخيال، إلا أنه احتفظ بعناصر القصة الرئيسية.
هناك خلاف بين المصادر المختلفة للرواية على عدد الأشخاص الذين ناموا في الكهف، اعتقد يهود ونصارى نجران أن عددهم هو ثلاثة فقط، بينما ذكرت كنيسة المشرق السريانية أن عددهم كان خمسة، معظم النصوص السريانية تتفق على أنَّ عددهم هو ثمانية، من ضمنهم مراقب مجهول جعله الله لحراسة النائمين. في الإسلام لم يذكر القرآن عددهم بالضبط، بل وضع عدة احتمالات وهي أما أنهم ثلاثة ورابعهم كلبهم، أو خمسة وسادسهم كلبهم أو سبعة وثامنهم كلبهم، ثم ختمت الآيات التي تتحدث عن عددهم بقول الله: ﴿قُلْ رَبِّي أَعْلَمُ بِعِدَّتِهِمْ مَا يَعْلَمُهُمْ إِلَّا قَلِيلٌ﴾ [الكهف:22] أي ما يعلم عددهم سوى الله وقليل من الناس.
كما تختلف المصادر في عدد السنوات التي نامها أهل الكهف، ذكر المؤرخ الروماني جريغوري [الإنجليزية] أن أهل الكهف ناموا لمدة 373 عامًا، بينما تشير مصادر أخرى إلى أنهم ناموا لـ 372. أما المؤرخ الإيطالي جاكوبوس [الإنجليزية] فقد قدر سنوات نومهم ب 196 عام (من عام 252 حتى 448). وتشير حسابات أخرى إلى 195 عام. أما الروايات الإسلامية بما في ذلك القصة المذكورة في القرآن فقد ذكرت أنَّ أهل الكهف ناموا لمدة 309 سنوات في التقويم القمري، أي ما يعادل 300 سنة في التقويم الشمسي، ذلك لأن التقويم القمري أقصر بـ 11 يومًا من التقويم الشمسي، وهذه الايام الإحدى عشر تكافى 9 سنوات إضافية في التقويم القمري.

## الرواية في المصادر المسيحية
لم تُذكر الرواية مطلقًا في الكتاب المقدس (التوراة والإنجيل)، بل أن أصلها يعود إلى الأدب السرياني المسيحي الذي كان يزخر بالقصص المشوّقة سواء كانت مكتوبة بالسريانية أم منقولة إليها، تعترف دائرة الدراسات السريانية بأنَّ الكثير من هذه القصص طرأ عليها زيادة ونقصان عن طريق بعض الكتّاب والنسّاخ الذين أرخوا لمخيلتهم العنان، وأضافوا إلى هذه القصص أخباراً هي أقرب إلى الأساطير منها إلى الواقع التاريخي.

### القصة

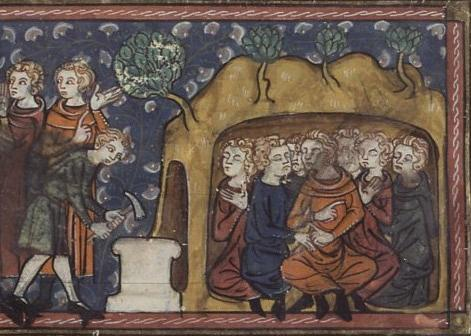
مخطوطة من القرن الرابع عشر تظهر رجال الأمبراطور ديسيوس يغلقون مدخل الكهف بالحجارة بينما يجلس النيام السبعة داخله.

تقول القصة أن الإمبراطور الروماني ديسيوس (أو ديكيوس) اضهد المسيحيين عندما تولى الحكم حوالي عام 250 بعد الميلاد، زار الإمبراطور مدينة أفسس وطلب من سكانها أن يقدموا الذبائح للأوثان، مستخدمًا كل وسائل العنف والتخويف، حتى بلغ الحال بالسكان أن سلموا أبنائهم للقتل كقرابين، كان الإمبراطور يُقتل حتى الوثنيين إن لم يدلوا على أماكن المسيحيين، فتحولت المدينة كلها إلى حالة من الرعب.
كان يعمل في قصر الإمبراطور جماعة من الشبان، وقد وشى بعض العاملين في القصر بأمرهم وأخبروا الإمبراطور بأنهم لا يطيعون أمره وأنهم اعتنقوا المسيحية، تذكر المصادر أن أسماء هؤلاء الشبان هم: مكسيمليانوس، يمليخا، مرتيلوس، ديونيسيوس، يؤانس، سرافيون، قسطنطينوس. مُنح الشبان بعض الوقت للتراجع عن إيمانهم، لكنهم رفضوا الوثنية والانحناء أمام الأصنام الرومانية. وبدلاً من ذلك، اختاروا التبرع بممتلكاتهم الدنيوية للفقراء ثم الإختباء في كهف جبلي للصلاة حيث ناموا. بعد أن رأى الإمبراطور أن موقفهم من الوثنية لم يتغير، أمر بإغلاق باب الكهف بالحجارة ليصير لهم قبرًا وهم أحياء.
كان للإمبراطور وكيلان آمنا سرًا بالمسيحية وهما (أنتودورس وآوبوس)، تشاور الوكيلان معًا، وكتبا إيمان هؤلاء الشبان على صحائف لتوضع داخل صندوق نحاس يُختم ويترك عند مدخل الكهف إكرامًا لأجساد القديسين.
توفي الإمبراطور ديسيوس عام 251، ومرت سنوات عديدة تحولت خلالها المسيحية من الاضطهاد حتى أصبحت الدين الرسمي للإمبراطورية الرومانية. في عام 447 بعد الميلاد (أي في عهد الإمبراطور ثيودوسيوس الثاني (408-450)) ظهرت بدعة تنكر قيامة الأجساد، كما ظهرت مدارس مسيحية مختلفة درات بينها نقاشات ساخنة عن قيامة الجسد يوم القيامة والحياة بعد الموت، في تلك الأثناء أراد راعِ للأغنام بناء حظيرة بجوار الكهف، فبدأ رجاله يقلعون الحجارة فنزعوا حجارة باب الكهف ووجدوا النيام السبعة بداخله. في اليوم التالي استيقظ الفتية متخيليين أنهم قد ناموا يومًا واحدًا فقط، وأرسلوا أحدهم إلى أفسس لشراء الطعام وطلبوا منه توخي الحذر.

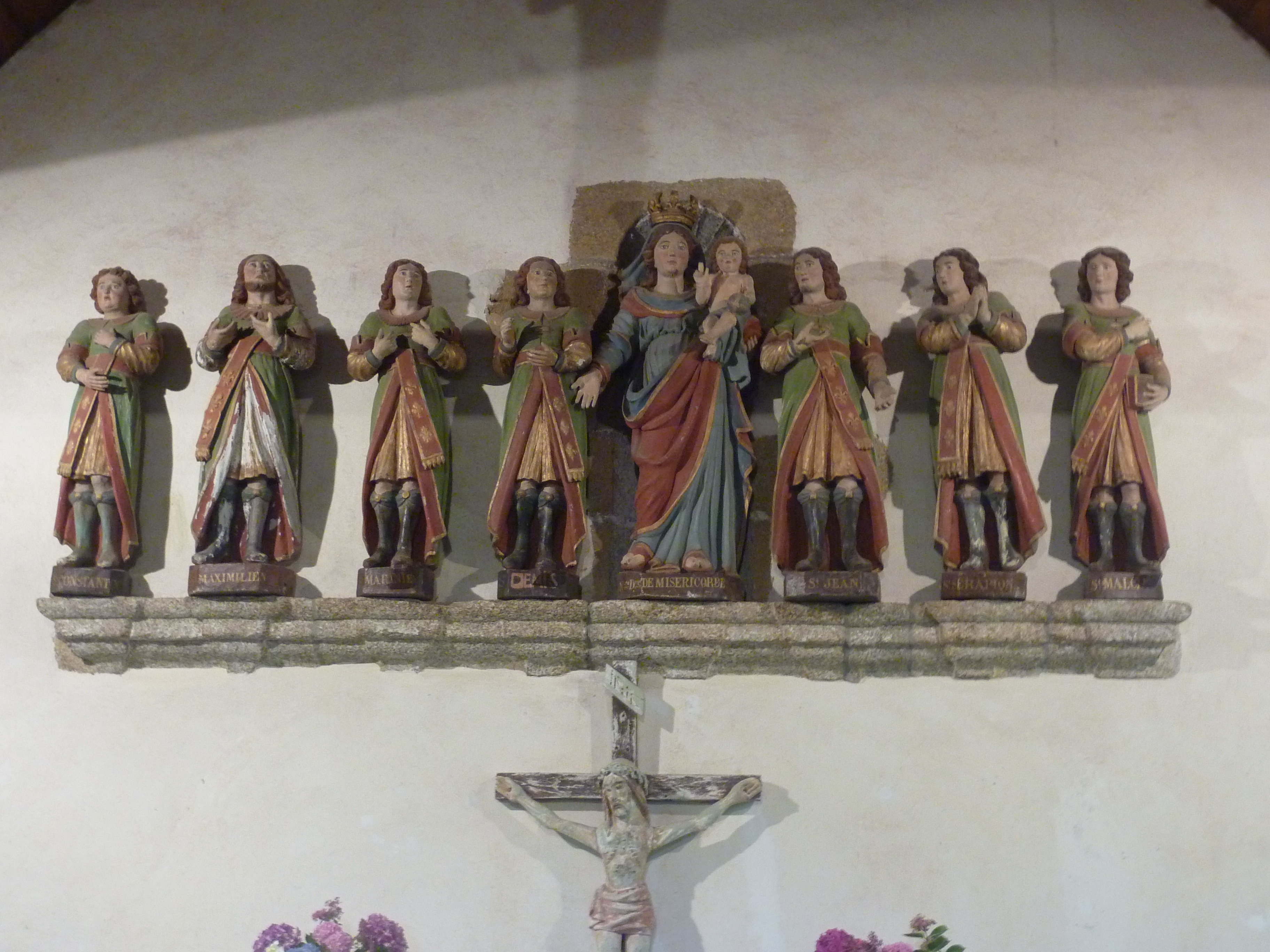
ثماثيل حجرية من القرن الثامن عشر للنيام السبعة تتوسطهم مريم العذراء.

نزل أحدهم (يقال أنه يمليخا) إلى المدينة ومعه بعض النقود الفضية ليشتري بها بعض الحاجيات، فتعجب عندما رأى علامة الصليب منحوتة على باب المدينة التي كانت ملامحها قد تغيرت تمامًا، حتى اختلط الأمر عليه ولم يدري هل هو في حلم أم في حقيقة. ثم ذهب لأحد الباعة ليشتري الطعام وقدم له بعض الدراهم، فدهش البائع واصابته حيرة شديدة، فقد كانت تلك النقود الفضية ليست العملة السائدة في أيامه، وظن أن هذا الفتى قد عثر على كنز يعود إلى أيام الإمبراطور ديسيوس. اجتمع الناس حول الفتى يسألونه عن الكنز الذي وجده، ورآه الكل شابًا غريبًا، فسألوه عن أصله وجنسه، فأجابهم أنه من سكان هذه المدينة وأخبرهم عن أسماء والديه واخوته وعشيرته، وأنه كان يعمل في قصر الإمبراطور ديسيوس فظن الناس أنه مجنون، وأخبروا أسقف المدينة (ماريس) بقصته فاستدعاه إلى الكاتدرائية، وحضر أيضًا والي المدينة (أنتوباطس)، ثم أخذ الفتى يروي لهما قصته، لكنهما لم يصدقاه.
انطلق الفتى ومعه الأسقف وكبار القوم إلى الكهف ليتأكدوا من صدق قوله، وعندما دخلوا الكهف وجدوا صندوق النحاس ففتحوه، وقرأوا الصحائف التي فيه التي كتب عليها:«لقد هرب إلى هذا الكهف من أمام وجه داقيوس الملك، المعترفون مكسيمليانوس ابن الوالي ويمليخا،  ومرتينيانوس، وديونيسيوس، ويؤانس، وسرافيون، وقسطنطنوس، وانطونينوس. وقد سدّ الكهف عليهم بحجارة»، ثم أرسل الأسقف كتابَا إلى الملك ثيودوسيوس يقول فيه: (لتسرع جلالتك وتأتِ فترى ما أظهره اللّه تعالى على عهدك الميمون من العجائب الباهرات، فقد أشرق من التراب نور موعد الحياة وسطعت من ظلمات القبور أشعة قيامة الموتى بانبعاث أجساد القديسين الطاهرة).
أسرع الإمبراطور ثيودوسيوس الثاني الذي كان في القسطنطينية آنذاك بالحضور، وجاء يتحقق الأمر وشكر الله الذي أكَد له القيامة عمليًا، التقى الإمبراطور بالفتية وسجد أمامهم وعانقهم وبكى، ثم جلس على التراب فرحًا. أكد له أحد الفتية واسمه (مكسيمليانوس) بأن الله قد إذن لهم بالقيام من النوم من أجل إيمان الكنيسة، ثم رقد الشبان ودفنوا في مواضعهم. أراد الإمبراطور أن يصنع لهم توابيت ذهبية، فظهروا له في منامه قائلين له: «إن أجسادنا قد بُعثت من تراب، ولم تبعث من ذهب أو فضة، فدعونا على التراب في نفس موضعنا من الكهف ذاته، لأن الله سيبعثنا من هناك».

### الزمان والمكان

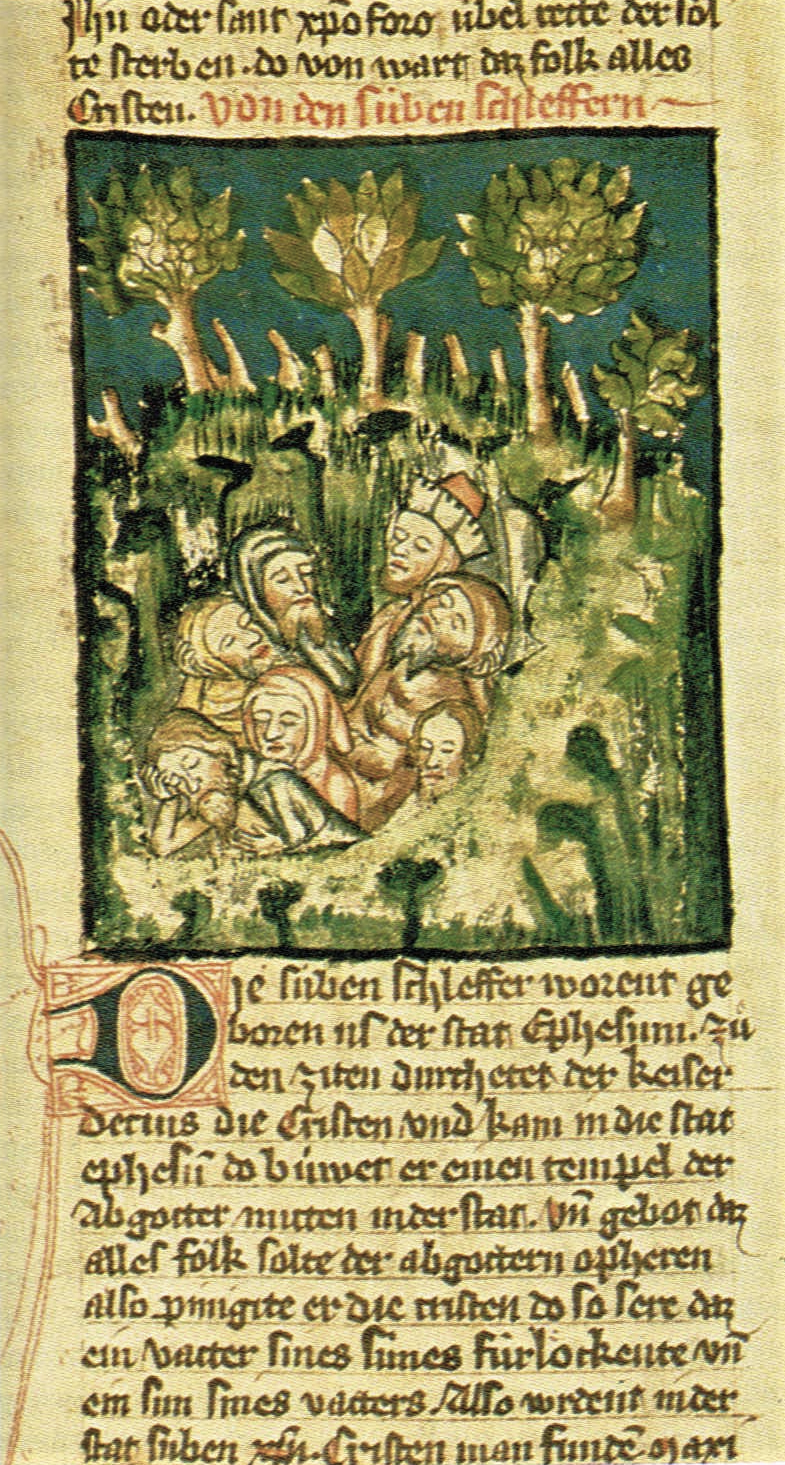
لوحة تعود لسنة 1362 بعنوان : النيام السبعة في كهف افسس.

يجمع المؤرخون السريان، على أن نوم أهل الكهف كان على عهد الملك ديكيوس (249 ـ 251 م) أما استيقاظهم فكان على عهد الملك ثيودوسيوس الثاني (ثيودوسيوس الصغير) ابن الإمبراطور آركاديوس. يذكر المؤرخ يعقوب السروجي عن زمن رقادهم ما يلي: «عندما خرج داقيوس إلى زيارة قرى مملكته ومدنها، دخل أفسس، وألقى فيها رعباً عظيماً، وأقام احتفالاً لزوس وأبولون وأرطاميس… كان هناك فتية من النبلاء رفضوا الإذعان لأمره ولم يخضعوا له كسائر رفاقهم وتجلببوا بالإيمان وهم الخراف الوديعة، وأصرّوا على ألاّ يبخّروا أمام الآلهة»، أما عن زمن استيقاظهم فيقول يعقوب السروجي: «مرت عهود الملوك الوثنيين وزال سلطانهم، وساد السلام في الكنيسة المقدسة في العالم. وشاء الرب أن يوقظهم لمجد (اسمه القدوس) ويظهرهم للمؤمنين ليكرموهم.» ويردف قائلاً: «تناولوا لَوْحَيْ الرصاص وقرأوهما ومنهما علموا أسماءهم وعملهم، فأخبروا حالاً الملك العظيم ثيودوسيوس ليأتي حالاً ويراهم».
كما تجمع المصادر السريانية كافة بأن موقع الكهف هو على مرتفع يدعى جبل (انكيلوس) في ضواحي مدينة أفسس الواقعة في تركيا اليوم. يقول يعقوب السروجي: «أود أن أقص على السامعين خبر الفتية أبناء الرؤساء الذين من أفسس.» وقال على لسان أحد الفتية يخاطب رفاقه: «يوجد ههنا في قمة الجبل كهف صخري، لنصعد أيها الأخوة ونختفِ فيه مدة من الزمن» وقال على لسان يمليخا وهو يخاطب أسقف المدينة: «انني من مدينة أفسس وأنا ابن دروفورس أحد رؤسائها» وقال أيضاً عن لوح الرصاص «كتبوا فيه: هؤلاء الفتية من أفسس هربوا من أمام وجه داقيوس»، أما زكريا الفصيح فيقول: «تاريخ الشهداء السبعة الذين بعثوا في مغارة جبل (انكيلوس) في مدينة أفسس».

### عدد الفتية
لم يتفق المؤرخون السريان على عدد فتية الكهف وأسمائهم. ذكر المؤرخ زكريا الفصيح ما يلي: «وهذه أسماء الفتية السبعة الذين هربوا (من أمام وجه داقيوس): اكليديس وديمدس، واوكنيس، واسطيفانس، وفريطيس، وسبطيس وقرياقوس، ولكنه يقول بعدها: «وقد أقاموا صديقهم ديونيسيوس الشاب الحكيم السريع الجريء وكيلاً عنهم». فبينما أهمل زكريا اسم (ديونيسيوس) في النص السابق عاد ليذكره ضمن لوحة الرصاص التي وجدت على باب الكهف حيث يعدد الأسماء كالتالي: «اكليديس وديونيسيوس واوكنيس واسطيفانس وفريطيس وسبطيس وقرياقس» ومن الواضح هنا أنَّ اسم ديونيسيوس حلَّ محل اسم ديمديس ولعل هذين الإسمين هما لشخص واحد.
أما الراهب الزوقنيني (توفي سنة 775 م) فيبدأ القصة بقوله: «فصل من قصة الفتية الثمانية من أفسس وهم: مكسيمليانس، ويمليخا، ومرطلوس، وديونيسيوس، ويؤانس، وسرافيون، واكسوسطدينوس، وانطونينوس الشهداء أبناء نبلاء أفسس»، أما مار يعقوب السروجي فلا يذكر عددهم ولا أسماءهم سوى اسمين وهما (يمليخا) حيث يقول على لسانه: «أجاب أحدهم واسمه يمليخا وهو فتى شجاع، وقال: أنا أنزل إلى أفسس وأسترق الخبر، فأجابه رفاقه إذن اشترِ لنا خبزاً لنأكل»، والثاني هو اسم (مرطولوس) حيث يقول: «أجاب أحدهم واسمه مرطولوس وقال لأخوته: لديَّ عملة (دراهم) أخذتها معي عندما خرجت إلى ههنا، فيأخذ منها يمليخا ويشتري لنا طعاماً. وفي استجواب الوالي ليمليخا يقول: وسأله حالاً عن أسماء رفاقه فسرد الفتى أمامه أسماء سائر أخوته وعددهم، وكيفية هروبهم ومكان اختفائهم».
أما عالم اللاهوت والفيلسوف ابن العبري (توفى 1286) الذي عاش في أواخر العصر العباسي فيقول: «في أيام داقيوس الملك هرب الفتية السبعة من أفسس واختفوا في كهف» ويقول في موضع آخر: «وفي هذا الزمن.. بُعث من بين الأموات الفتية السبعة من أفسس الذين كانوا قد هربوا في اضطهاد داقيوس واختفوا بكهف بأحد الجبال»، ثم يسرد ابن العبري قصتهم بالتفصيل ويسمي الفتى الذي ذهب إلى المدينة لشراء الطعام باسم (ديونوس).
فعدد أهل الكهف إذن بحسب الروايات السريانية سبعة أو ثمانية، وأسماؤهم مختلف فيها كذلك. ولعل هذا الإختلاف هو بسبب أسمائهم اليونانية، فسردها النساخ السريان وحرفوا بعضها، ويميل المؤرخون اليوم إلى الأخذ برأي القائلين أنهم كانوا سبعة، كما ثبتت الروايات اللاتينية واليونانية.

## الرواية في المصادر الإسلامية

### القصة
ذكرت قصة أصحاب الكهف في القرآن في سورة الكهف في الآيات من 9-26، وهي لا تختلف كثيرًا عن تلك المذكورة في المصادر المسيحية باستثناء عدم ذكر القرآن للتفاصيل غير الضرورية في القصة كعدد الفتية وأسمائهم وزمن حدوث الرواية وغيرها، تتحدث الرواية الإسلامية أيضًا عن فتية آمنوا بالله وحده ونبذوا عبادة الأصنام التي كان يعبدها قومهم، ثم اختبئوا في كهف هربًا من فتنة قومهم، وناموا فيه لعشرات السنين ثم بعثهم الله بعد ذلك.

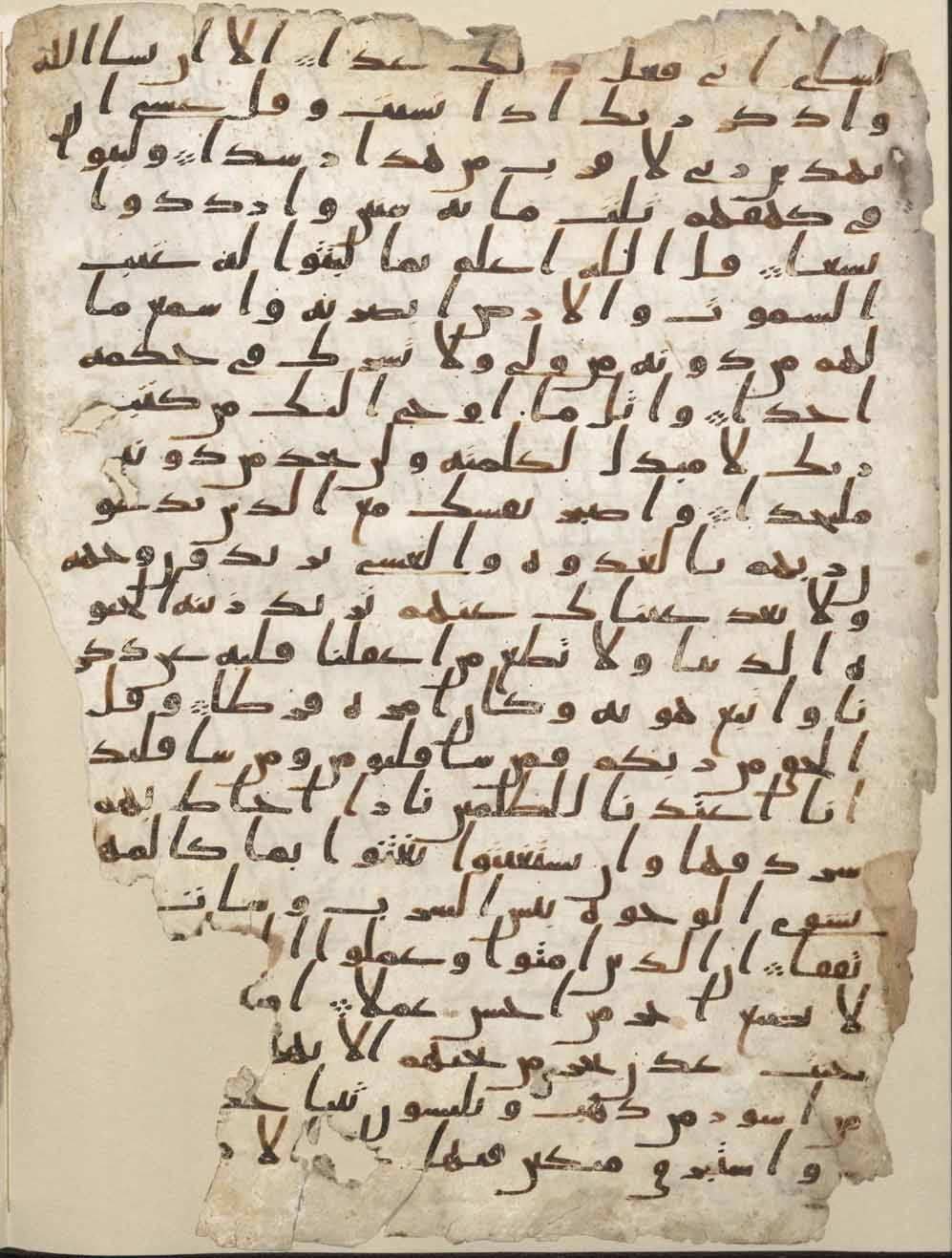
مخطوطة قرآنية في جامعة بيرمنغهام، كتبت عليها الآيات 23 -31 من سورة الكهف، وهي أقدم نسخة معروفة للقرآن.

تبدأ القصة بخطاب الله إلى النبي محمد ﷺ بأن لا يتعجب من قصة أصحاب الكهف فهي ليست أمرًا عجيبا في قدرة الله وسلطانه، وأن هذه المعجزة هي من الآيات العظيمة الدالة على قدرة الله، وأنه على ما يشاء قادر ولا يعجزه شيء، يقول الله تعالى:﴿أَمْ حَسِبْتَ أَنَّ أَصْحَابَ الْكَهْفِ وَالرَّقِيمِ كَانُوا مِنْ آيَاتِنَا عَجَبًا ۝٩﴾ [الكهف:9] أي هل تظن يا محمد أن أصحاب الكهف والرقيم كانوا من آياتنا عجبا ; أي ليسوا بعجب من آياتنا، بل في آياتنا ما هو أعجب من خبرهم.
ثم يذكر الله الرواية: ﴿إِذْ أَوَى الْفِتْيَةُ إِلَى الْكَهْفِ فَقَالُوا رَبَّنَا آتِنَا مِنْ لَدُنْكَ رَحْمَةً وَهَيِّئْ لَنَا مِنْ أَمْرِنَا رَشَدًا ۝١٠ فَضَرَبْنَا عَلَى آذَانِهِمْ فِي الْكَهْفِ سِنِينَ عَدَدًا ۝١١ ثُمَّ بَعَثْنَاهُمْ لِنَعْلَمَ أَيُّ الْحِزْبَيْنِ أَحْصَى لِمَا لَبِثُوا أَمَدًا ۝١٢ نَحْنُ نَقُصُّ عَلَيْكَ نَبَأَهُمْ بِالْحَقِّ إِنَّهُمْ فِتْيَةٌ آمَنُوا بِرَبِّهِمْ وَزِدْنَاهُمْ هُدًى ۝١٣ وَرَبَطْنَا عَلَى قُلُوبِهِمْ إِذْ قَامُوا فَقَالُوا رَبُّنَا رَبُّ السَّمَاوَاتِ وَالْأَرْضِ لَنْ نَدْعُوَ مِنْ دُونِهِ إِلَهًا لَقَدْ قُلْنَا إِذًا شَطَطًا ۝١٤ هَؤُلَاءِ قَوْمُنَا اتَّخَذُوا مِنْ دُونِهِ آلِهَةً لَوْلَا يَأْتُونَ عَلَيْهِمْ بِسُلْطَانٍ بَيِّنٍ فَمَنْ أَظْلَمُ مِمَّنِ افْتَرَى عَلَى اللَّهِ كَذِبًا ۝١٥ وَإِذِ اعْتَزَلْتُمُوهُمْ وَمَا يَعْبُدُونَ إِلَّا اللَّهَ فَأْوُوا إِلَى الْكَهْفِ يَنْشُرْ لَكُمْ رَبُّكُمْ مِنْ رَحْمَتِهِ وَيُهَيِّئْ لَكُمْ مِنْ أَمْرِكُمْ مِرفَقًا ۝١٦ وَتَرَى الشَّمْسَ إِذَا طَلَعَتْ تَزَاوَرُ عَنْ كَهْفِهِمْ ذَاتَ الْيَمِينِ وَإِذَا غَرَبَتْ تَقْرِضُهُمْ ذَاتَ الشِّمَالِ وَهُمْ فِي فَجْوَةٍ مِنْهُ ذَلِكَ مِنْ آيَاتِ اللَّهِ مَنْ يَهْدِ اللَّهُ فَهُوَ الْمُهْتَدِ وَمَنْ يُضْلِلْ فَلَنْ تَجِدَ لَهُ وَلِيًّا مُرْشِدًا ۝١٧ وَتَحْسَبُهُمْ أَيْقَاظًا وَهُمْ رُقُودٌ وَنُقَلِّبُهُمْ ذَاتَ الْيَمِينِ وَذَاتَ الشِّمَالِ وَكَلْبُهُمْ بَاسِطٌ ذِرَاعَيْهِ بِالْوَصِيدِ لَوِ اطَّلَعْتَ عَلَيْهِمْ لَوَلَّيْتَ مِنْهُمْ فِرَارًا وَلَمُلِئْتَ مِنْهُمْ رُعْبًا ۝١٨ وَكَذَلِكَ بَعَثْنَاهُمْ لِيَتَسَاءَلُوا بَيْنَهُمْ قَالَ قَائِلٌ مِنْهُمْ كَمْ لَبِثْتُمْ قَالُوا لَبِثْنَا يَوْمًا أَوْ بَعْضَ يَوْمٍ قَالُوا رَبُّكُمْ أَعْلَمُ بِمَا لَبِثْتُمْ فَابْعَثُوا أَحَدَكُمْ بِوَرِقِكُمْ هَذِهِ إِلَى الْمَدِينَةِ فَلْيَنْظُرْ أَيُّهَا أَزْكَى طَعَامًا فَلْيَأْتِكُمْ بِرِزْقٍ مِنْهُ وَلْيَتَلَطَّفْ وَلَا يُشْعِرَنَّ بِكُمْ أَحَدًا ۝١٩ إِنَّهُمْ إِنْ يَظْهَرُوا عَلَيْكُمْ يَرْجُمُوكُمْ أَوْ يُعِيدُوكُمْ فِي مِلَّتِهِمْ وَلَنْ تُفْلِحُوا إِذًا أَبَدًا ۝٢٠ وَكَذَلِكَ أَعْثَرْنَا عَلَيْهِمْ لِيَعْلَمُوا أَنَّ وَعْدَ اللَّهِ حَقٌّ وَأَنَّ السَّاعَةَ لَا رَيْبَ فِيهَا إِذْ يَتَنَازَعُونَ بَيْنَهُمْ أَمْرَهُمْ فَقَالُوا ابْنُوا عَلَيْهِمْ بُنْيَانًا رَبُّهُمْ أَعْلَمُ بِهِمْ قَالَ الَّذِينَ غَلَبُوا عَلَى أَمْرِهِمْ لَنَتَّخِذَنَّ عَلَيْهِمْ مَسْجِدًا ۝٢١ سَيَقُولُونَ ثَلَاثَةٌ رَابِعُهُمْ كَلْبُهُمْ وَيَقُولُونَ خَمْسَةٌ سَادِسُهُمْ كَلْبُهُمْ رَجْمًا بِالْغَيْبِ وَيَقُولُونَ سَبْعَةٌ وَثَامِنُهُمْ كَلْبُهُمْ قُلْ رَبِّي أَعْلَمُ بِعِدَّتِهِمْ مَا يَعْلَمُهُمْ إِلَّا قَلِيلٌ فَلَا تُمَارِ فِيهِمْ إِلَّا مِرَاءً ظَاهِرًا وَلَا تَسْتَفْتِ فِيهِمْ مِنْهُمْ أَحَدًا ۝٢٢ وَلَا تَقُولَنَّ لِشَيْءٍ إِنِّي فَاعِلٌ ذَلِكَ غَدًا ۝٢٣ إِلَّا أَنْ يَشَاءَ اللَّهُ وَاذْكُرْ رَبَّكَ إِذَا نَسِيتَ وَقُلْ عَسَى أَنْ يَهْدِيَنِ رَبِّي لِأَقْرَبَ مِنْ هَذَا رَشَدًا ۝٢٤ وَلَبِثُوا فِي كَهْفِهِمْ ثَلَاثَ مِائَةٍ سِنِينَ وَازْدَادُوا تِسْعًا ۝٢٥ قُلِ اللَّهُ أَعْلَمُ بِمَا لَبِثُوا لَهُ غَيْبُ السَّمَاوَاتِ وَالْأَرْضِ أَبْصِرْ بِهِ وَأَسْمِعْ مَا لَهُمْ مِنْ دُونِهِ مِنْ وَلِيٍّ وَلَا يُشْرِكُ فِي حُكْمِهِ أَحَدًا ۝٢٦﴾ [الكهف:10–26]

### التفسير والمعنى
اختلف المفسرون المسلمون في معنى (الرقيم) فقال بعضهم: هو اسم القرية أو الواد الذي يقع فيه الكهف، وقال آخرون: هو الكتاب، فقد فسر سعيد بن جبير الرقيم بقوله: لوح من حجارة كتبوا فيه قصص أصحاب الكهف، ثم وضعوه على باب الكهف. وقال آخرون أن (الرقيم) هو اسم جبل أصحاب الكهف، أما المفسر الطبري فقد قال في تفسيره للآية: «وأولى هذه الأقوال بالصواب في الرقيم أن يكون معنيا به: لوح، أو حجر، أو شيء كُتب فيه كتاب، وقد قال أهل الأخبار: إن ذلك لوح كتب فيه أسماء أصحاب الكهف وخبرهم حين أوَوْا إلى الكهف».
| تشير كلمة (الفتية) لغويًا إلى العدد من 3-10، ففي النحو كلمة (فتية) هي جمع قلة وهو أحد أنواع جمع التكسير في النحو. وعكسها هو جمع الكثرة. |
| —{{{المصدر}}} |

ثم يخاطب الله النبي محمد بقوله:﴿نَحْنُ نَقُصُّ عَلَيْكَ نَبَأَهُمْ بِالْحَقِّ إِنَّهُمْ فِتْيَةٌ آمَنُوا بِرَبِّهِمْ وَزِدْنَاهُمْ هُدًى ۝١٣﴾ [الكهف:13] أي نحن يا محمد نقص عليك خبر هؤلاء الفتية الذين أوَوْا إلى الكهف بالصدق واليقين الذي لا شك فيه.
يذكر القرآن السبب الذي من أجله هرب الفتية إلى الكهف واعتزلوا قومهم ﴿هَؤُلَاءِ قَوْمُنَا اتَّخَذُوا مِنْ دُونِهِ آلِهَةً﴾ [الكهف:15] أي هؤلاء أهل مدينتنا قد عبدوا الأصنام والأوثان من دون الله.
يصف القرآن أيضا الكهف الذي نام به الفتية، فيقول الله: ﴿وَتَرَى الشَّمْسَ إِذَا طَلَعَتْ تَزَاوَرُ عَنْ كَهْفِهِمْ ذَاتَ الْيَمِينِ وَإِذَا غَرَبَتْ تَقْرِضُهُمْ ذَاتَ الشِّمَالِ وَهُمْ فِي فَجْوَةٍ مِنْهُ﴾ [الكهف:17] أي تعدل الشمس وتميل عن مضاجعهم ذات اليمين إذا هي طلعت، وتقرضهم ذات الشمال إذا هي غَرَبت لكي لا تأذيهم بأشعتها.
كما يصف القرآن حال الفتية وهم نائمون داخل الكهف وأعينهم مفتوحة، وكيف كانوا يتقلبون يمينًا وشمالًا بقدرة الله لكي لا تتعفن أجسادهم، بينما يحرس كلبهم مدخل الكهف باسطًا ذراعيه، يخبر القرآن بأن منظر الفتية وهم نائمون يلقي في قلب من يراهم الرعب والخوف الشديد: ﴿وَنُقَلِّبُهُمْ ذَاتَ الْيَمِينِ وَذَاتَ الشِّمَالِ وَكَلْبُهُمْ بَاسِطٌ ذِرَاعَيْهِ بِالْوَصِيدِ لَوِ اطَّلَعْتَ عَلَيْهِمْ لَوَلَّيْتَ مِنْهُمْ فِرَارًا وَلَمُلِئْتَ مِنْهُمْ رُعْبًا﴾ [الكهف:18]
يشير القرآن أيضًا بشكل دقيق إلى المدة الزمنية التي قضاها أهل الكهف نيامًا: ﴿وَلَبِثُوا فِي كَهْفِهِمْ ثَلَاثَ مِائَةٍ سِنِينَ وَازْدَادُوا تِسْعًا ۝٢٥﴾ [الكهف:25] أي 309 سنوات بالتقويم القمري، وهو ما يعادل 300 سنة بالتقويم الشمسي، وبذلك يكون القرآن قد خالف كل المراجع التاريخية اليونانية والسريانية.

### الزمان والمكان
لم يذكر القرآن زمان وقوع الحادثة أو مكانها، لذا فان موقع الكهف مختلف عليه بين المؤرخين والمفسرين، وإن كان الغالبية منهم يذهبون تأثرًا بالروايات المسيحية إلى أن القول بأن الكهف يقع في مدينة أفسس في آسيا الوسطى، ومن هولاء الطبري وابن كثير والزمخشري وغيرهم من القدماء، يقول المسعودي في كتابه (مروج الذهب): إن موضع الكهف من أرض الروم في الشمال، وإن الفتية كانوا من أهل مدينة (أفسس) من أرض الروم. أما ابن كثير فقد ذكر في تفسيره أقوال أخرى، منها ما ذكره منسوبًا إلى ابن عباس أنه قال: هو قريب من أيلة (وهي مدينة على ساحل بحر القلزم أو البحر الأحمر مما يلي الشام)، وهناك قول آخر للزمخشري يذكر فيه أن موضع الكهف بين غضبان وأيلة، في حين قال ابن إسحاق: هو عند نينوى، وقيل: ببلاد البلقاء.

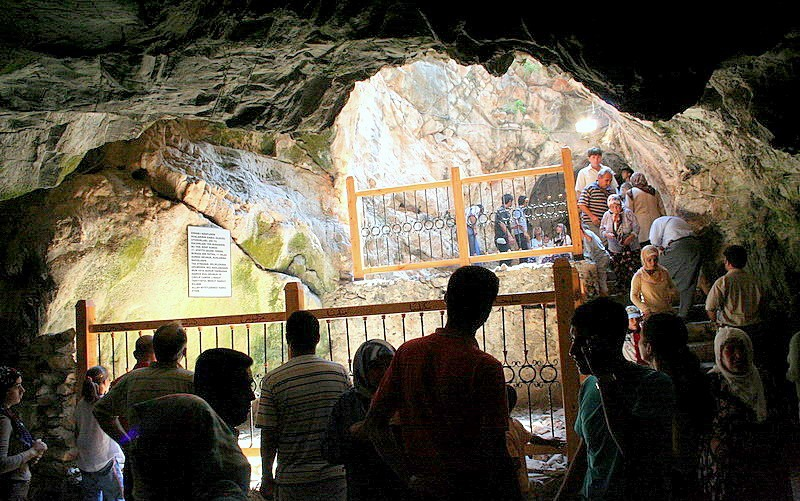
كهف أهل الكهف في مدينة طرطوس في سوريا والذي يقال أنه هو الكهف الحقيقي.

كما ورد في بعض أشعار العرب في الجاهلية إشارات على الكهف والرقيم يُفهم منها أنهم كانوا يعرفون موضع الكهف، مما يدل على أنه كان قريبًا منهم بحيث يمرون به أو على الأقل يعرفون المنطقة التي يقع فيها، ومن هذه الاشعار ما قاله أمية بن أبي الصلت:
يعتمد المسلمون على عدد من الروايات التاريخية في إثبات أن موقع الكهف ليس في أفسس كما يؤمن أتباع الطائفة المسيحية، منها ما روي أن الخليفة أبو بكر الصديق قد بعث الصحابي عبادة بن الصامت إلى ملك الروم يدعوه إلى الإسلام، وأنه مر على مغارة فيها أجسام بالية ويعتنى بها في جبل الرقيم على مقربة من طريق القوافل بين الشام والحجاز.
وهناك رواية أخرى تدل على أن المسلمين كانوا يعرفون أن الكهف ليس موقعه في أفسس، من ذلك ما رواه الرازي من أن القفال حكى عن محمد بن موسى الخوارزمي المنجم: أن الواثق أنفذه ليعرف حال أصحاب الكهف إلى الروم وقال:«فوجه ملك الروم معي أقوام إلى الموضع الذي يقال إنهم فيه (يقصد أفسس) قال : وإن الرجل الموكل بذلك الموضع أفزعني من الدخول عليهم. قال فدخلت ورأيت الشعور على صدورهم. قال: وعرفت أنه تمويه واحتيال، وأن الناس قد عالجوا تلك الجثث بالأدوية المجففة لأبدان الموتى لتصونها من البلى، مثل التلطيخ بالصبر وغيره، ثم قال القفال: والذي عندنا لا يعرف أن ذلك الموضع هو موضع أهل الكهف ولاعبرة لقول أهل الروم: إن ذلك الموضع هو موضع أصحاب الكهف». تعتبر هذه الرواية من أقوى الروايات التاريخية في العصر الإسلامي المتقدم لدحض مزاعم القائلين بأن موضع الكهف هو في (أفسس)، عدا عن أنها تدل على التزوير والاحتيال الذي قام به سكان المنطقة في معالجة الجثث من أجل نسبة الكهف في مدينة أفسس لأصحاب الكهف.

### عدد الفتية
لم يذكر القرآن أيضًا عدد الفتية، بل ذكر ما كان يقوله الناس آنذلك عن عددهم، فبعضهم قال أنهم ثلاثة ورابعهم كلبهم، أو خمسة وسادسهم كلبهم أو سبعة وثامنهم كلبهم، ثم يخاطب الله النبي محمد ويقول له: قل يا محمد لقائلي هذه الأقوال في عدد الفتية من أصحاب الكهف أن الله وحده هو العالم بعددهم وقليل من خلقه: ﴿سَيَقُولُونَ ثَلَاثَةٌ رَابِعُهُمْ كَلْبُهُمْ وَيَقُولُونَ خَمْسَةٌ سَادِسُهُمْ كَلْبُهُمْ رَجْمًا بِالْغَيْبِ وَيَقُولُونَ سَبْعَةٌ وَثَامِنُهُمْ كَلْبُهُمْ قُلْ رَبِّي أَعْلَمُ بِعِدَّتِهِمْ مَا يَعْلَمُهُمْ إِلَّا قَلِيلٌ﴾ [الكهف:22]، وقد ذكر الطبري في تفسيره نقلًا عن ابن عباس بأسانيد صحيحة أنه قال: أنا من أولئك القليل الذين استثنى الله، كانوا سبعة وثامنهم كلبهم.

## الجدل حول موقع الكهف
أدعت العديد من البعثات الاثرية بأنها توصلت إلى مكان كهف أهل الكهف، ونظرًا لأن النسخ الأولى من الرواية انتشرت من مدينة أفسس، فقد ارتبطت بها سراديب الموتى المسيحية المبكرة ، مما أدى إلى جذب أعداد كبيرة من الحجاج إلى تلك المدينة.

### تركيا

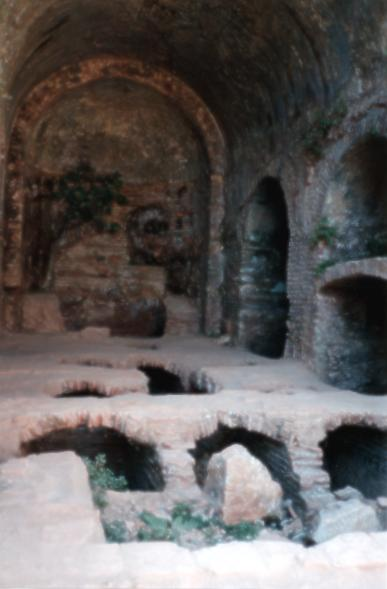
كهف أهل الكهف في مدينة أفسوس قرب إزمير في تركيا والذي يقال أنه هو الكهف الحقيقي.

تم التنقيب عن كهف أهل الكهف وأطلال الهيكل المقدس الذي شيد فوقه على منحدرات جبل بيون (جبل كوليان) بالقرب من أفسس (القريبة من مدينة سلجوق في تركيا اليوم) بين عامي 1926-1928. كشفت الحفريات عن عدة مئات من القبور يعود تاريخها إلى القرنين الخامس والسادس. كما عُثر على نقوش لأهل الكهف على الجدران وفي القبور. هذا الكهف لا يزال مفتوحا أمام السياح حتى اليوم.

### الأردن
في عام 1963 قامت دائرة الآثار العامة الأردنية بحفريات أثرية في منطقة تسمى سحاب، تقع على بعد حوالي 13 كم جنوب شرق العاصمة الأردنية عمان، وقد رجح علماء الآثار والتاريخ أن هذا الكهف هو الكهف الحقيقي، مستندين على عدد من الأدلة التاريخية والأثرية والجيولوجية منها أن العديد من الصحابة وقادة الجيوش الإسلامية قد ذكروا أن موقع الكهف الذي يوجد به أصحاب الكهف موجود بجبل الرقيم بالأردن وزاروا هذا الموقع وعرفوه، ومنهم الواقدي، والصحابي عبادة بن الصامت الذي مر على الكهف في زمن عمر بن الخطاب وأيضا معاوية بن أبي سفيان، وكذلك حبيب بن مسلمة وابن عباس قد دخلوا هذا الكهف ورأوا عظام أصحاب الكهف.
كما عثر على بناء أثري بني فوق الكهف، فقد أثبتت الحفريات أن هذا البناء كان معبدا (كنيسة) ثم تحول إلى مسجد في العصر الإسلامي وقد تم ترميم المسجد أكثر من مرة وفقًا لما هو مدون على الأحجار التي وجدت بداخله، وهي تشير إلى تجديد تم عام 117 هجرية في زمن هشام بن عبد الملك بن مروان، ثم الثاني عام 377 هجرية في عهد الخليفة الموفق العباسي، والثالث عام 901 هجري في عهد الملك قايتباي، والرابعة عام 915 هجري في عهد الملك قانصوه الغوري، مما يدل على اهتمام المسلمين الأوائل بهذا المسجد لاقتناعهم بأنه هو المذكور في القرآن، كما عثر بالمسجد على بلاطة تفيد بأن الخليفة الموفق العباسي قد أمر بتجديده.

كما عُثر على ثمانية قبور بنيت بالصخر أربعة منها يضمها قبو يقع على يمين الداخل للكهف والأربع الأخرى تقع في قبو على يسار الداخل للكهف والمرجح أنها القبور التي دفن فيها الفتية التي ورد ذكرهم في القرآن، وفي المنطقة الواقعة بين القبوين في الجزء الأول من الكهف عُثر على جمجة لكلب وبفكه ناب واحد وأربعة أضراس، ويوجد بالكهف دولاب زجاجي يحتوى على جمجمة الكلب إلى جانب بعض قطع من النقود التي كانوا يستعملونها ومجموعة من الأساور والخواتم والخرز وبعض الأواني الفخارية. 

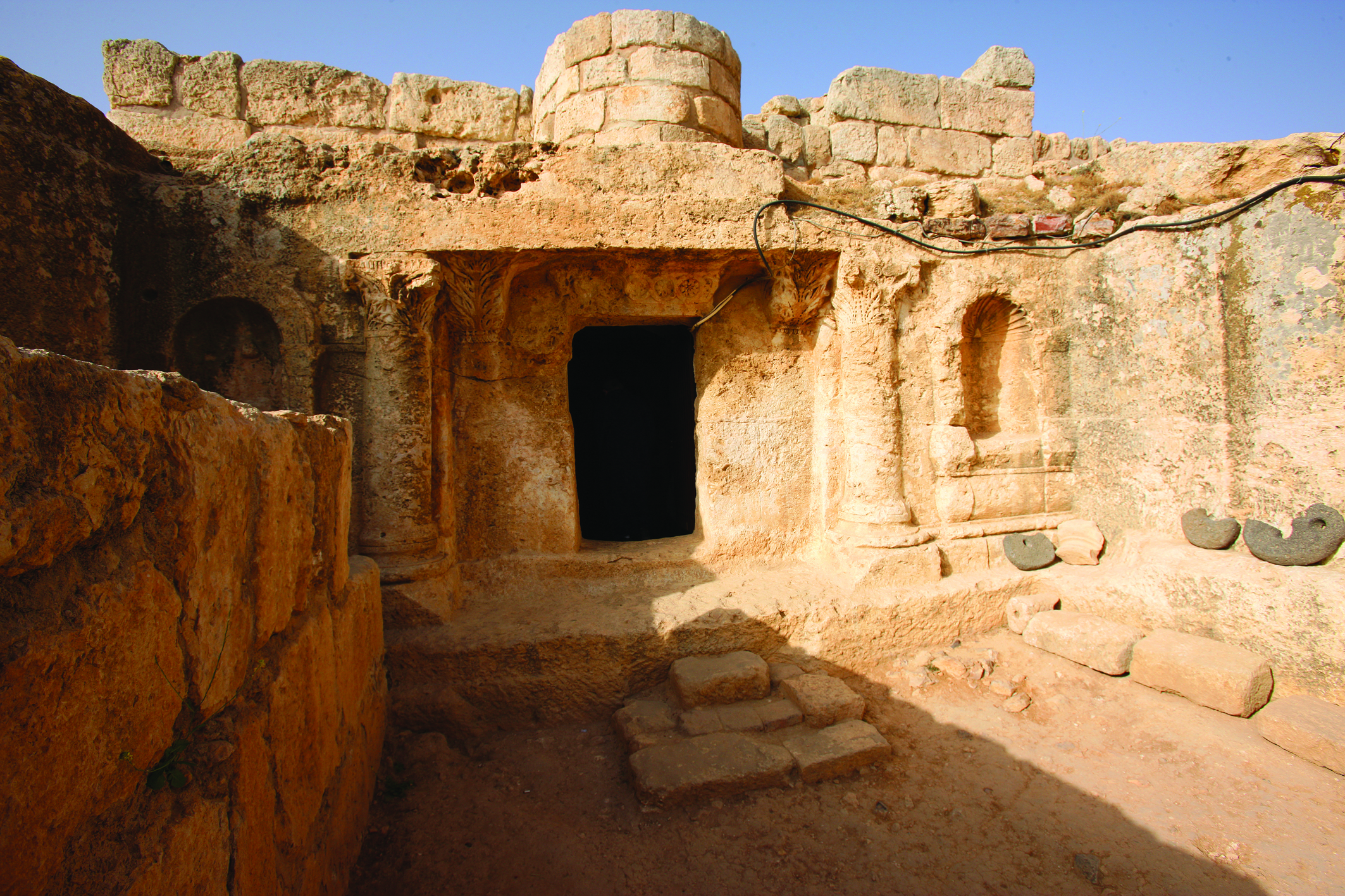
كهف أهل الكهف (كهف الرقيم) في الأردن والذي يقال أنه هو الكهف الحقيقي.

ومن الأدلة أخرى هي أن الكهوف الأخرى لا ينطبق عليها آية طلوع الشمس وغروبها، بينما تنطبق على كهف الرقيم بالأردن وهو ما أكده عدد من الباحثين والمختصين الذين أجروا دراسات على الموقع.

### سوريا
قيل أن الكهف الذي عاش فيه أصحاب الكهف يقع في مدينة طرسوس، إذ ذكر فخر الدين الرازي وهو من أشهر علماء القرآن الكريم في تفسيره للآية 19 من السورة: «.... قال المفسرون كانت معهم دراهم عليها صورة الملك الذي كان في زمانهم يعني بالمدينة التي يقال لها اليوم طرسوس».
بينما نفى المؤرخ الدمشقي ابن فضل الله العمري في كتابه (مسالك الأبصار في ممالك الأمصار) وجود هذا الكهف في سوريا، إذ يقول: «... وعامة أهل الشام في أصحاب الكهف على قولين، فأهل دمشق يزعمون أنهم في كهف بذيل جبل قاسيون، وهو صورة مسجد على باب شعبٍ لا يعرف إلا بالكهف، وهو قول جهال لا معرفة لهم ولا تمييز عندهم، فإن هذا المكان لا ورد فيه اثر، ولا ظهرت له شبهة تقتضي أن يكون مكان أصحاب الكهف، بل مجرد كون هذا المسجد إلى جانبه كهف، قالوا هذا المقال وتمحلوا هذا المحال..»